# مانتينو (إلينوي)
مانتينو (بالإنجليزية: Manteno, Illinois)‏ هي منطقة سكنية تقع في الولايات المتحدة في إلينوي. يقدر عدد سكانها بـ 9,204 نسمة .

## الموقع الجغرافي
الموقع الجغرافي للمناطق المحيطة بهذه النقطة هو كالتالي:

## أعلام
- بيل غرينغر
- كينغ فلمنج
- جورج ر. لورانس
- جاك مورتون